# أوبي دوبي
أوبي دوبي هي لعبة لغوية يتم التحدث بها باللغة الإنجليزية. نشأت في أمريكا في القرن السابع عشر، واشتهرت من خلال برنامج زووم للأطفال على قناة بي بي إس 1972-1978. عندما تم إحياء زووم في 1999 على بي بي إس، كان أوبي دوبي مرة أخرى سمة من سمات العرض. تشمل الاختلافات في أبوي دوبي: أوبيش، وأوب، وإب، وأربي داربي، وIz.

## قواعد
تعمل أوبي دوبي عن طريق إضافة -أب- /ʌb/ قبل كل صوت حرف متحرك في مقطع لفظي. (قد يقول اللغوي «أدخل [ʌb'] بعد كل بداية مقطع لفظي».)  يقع التشديد على «أب» من المقطع الذي تم التأكيد عليه في الكلمة الأصلية. لذلك في كلمة «hello (مرحباً)»، التي يتم التأكيد عليها في المقطع «-lo لو»، يقع التشديد على «lub لوب» في «hubellubo هوبيلوبو».
تم وصف طريقة إضافة «ub أب» قبل كل حرف متحرك على أنه «داخلة». 

## أمثلة
- "Good day → "Gubood dubay
- Speak → "spubeak" /ˈspʌbiːk/
- Hello → "hubellubo" /ˌhʌbəˈlʌboʊ/
- Extra → "ubextruba" /ˈʌbɛksˌtrʌbə/
- Hubba Bubba Bubblegum → "Hububbuba Bububbuba bububblegubum"
- "Mississippi → "Mubissubissubippubi
- "Ubbi Dubbi → "Ububbubi Dububbubi
- "Zoom → "Zuboom
- "Subaru ← "Subububarubu
- Hi, how are you? → "Hubi، hubow ubare yubou؟"
- We need to get to Plantation Road on time. → "Wube nubeed tuboo gubet tuboo Plubantubashubon Ruboad ubon tubime."
- All human beings are born free and equal in dignity and rights. They are endowed with reason and conscience and should act towards one another in a spirit of brotherhood → "Uball hubumuban bubeubings ubare buborn frubee uband ubeq-wub-al ubin dubignubituby uband rubights. Thubey ubare ubendubowed wubith rubeasubon uband cubonscubience uband shubould ubact tubowubards "w-ub-on" ubanubothuber ubin uba spubirubit ubof brubothuberhubood. "

## الاستخدامات
كما تم نشر أبوي دوبي باعتباره نمط الكلام المميز لشخصية الرسوم المتحركة «مشماوث» من سلسلة الرسوم المتحركة فات ألبرت وأطفال كوسبي ، التي قام بالأداء الصوتي لها بيل كوسبي. استخدم كوسبي أيضاً هذا الاختلاف في الكلام في مونولوجه الشهير «طبيب الأسنان» لتوضيح تأثيرات جرعة من نوفوكين.
تم استخدامه في حلقة «قضية مينتالو» من المسلسل التلفزيوني ذا كينغ أوف كوينز ، بين شخصية سبنس أولشين (باتن أوزوالت) وبائع في مجمع ألعاب.
تم استخدامها أيضاً بين بيني وأمي في الحلقة 7 من الموسم 10 من مسلسل نظرية الانفجار العظيم كوسيلة لإجراء محادثة سرية، لمواجهة شيلدون ولغة كلينغون الخاصة بليونارد.
في لعبة الفيديو ريمان أوريجينز ، يتحدث بابل دريمر مع
أوبي دوبي.

## أنظر أيضاً
- -izzle / Dizz Double Dizzutch (المعروف أيضًا باسم "shizzolation")
- جافانا ، نسخة عامية مماثلة من الفرنسية
- بيغ لاتين
- جيرينجونزا ، لعبة لغة مماثلة باللغتين الإسبانية والبرتغالية
- لغة اللصوص
- توتنيز (لعبة لغة)
- أبجدية فارفالينو

## روابط خارجية
- مترجم من الإنجليزية إلى أوبي دوبي
- مترجم أوبي دوبى
- برنامج تعليمي حول كيفية التحدث على يوتيوب